# 眠れる森の美術館
眠れる森の美術館（ねむれるもりのびじゅつかん）は、日本テレビで2016年から不定期で放送されている特別番組である。

## 出演
- 小泉孝太郎
- 笹崎里菜（日本テレビアナウンサー）- 第1回
- 森富美（日本テレビアナウンサー）- 第2回以降

## 放送リスト
| 放送回 | 放送日                  | 放送時間    | ゲスト | 備考                                 |
| ------ | ----------------------- | ----------- | --- | ------------------------------------ |
| 1      | 2016年3月13日（日曜日） | 13:15-14:15 | IKKO、劇団ひとり、鈴木奈々、中尾彬                                                                                  | サンバリュ枠で放送。                 |
| 2      | 2016年8月7日（日曜日）  | 13:15-14:15 | 石田純一、植松晃士、劇団ひとり、鈴木奈々、西川史子                                                                  | サンバリュ枠で放送。                 |
| 3      | 2016年12月9日（金曜日） | 19:00-20:54 | 劇団ひとり、高島礼子、上川隆也、梅沢富美男、植松晃士、浜口京子、DAIGO、鈴木奈々、ルチア・ボスカイニ、プリンセス天功 | 全国ネット・ゴールデンタイム初放送。 |
| 4      | 2017年3月14日（火曜日） | 21:00-22:54 | 綾部祐二、植松晃士、劇団ひとり、新川優愛、萬田久子、りゅうちぇる、久本雅美                                          |                                      |
| 5      | 2017年7月26日（水曜日） | 19:00-20:54 | 広瀬すず、劇団ひとり、石原良純、植松晃士、賀来千香子、渡部建                                                        |                                      |

## スタッフ
- 企画・演出：清水星人
- 構成：小野高義、宮下勇二／高柳茂樹
- ナレーション：岩下尚史
- リサーチ：今井紳介、山下翠（山下→第3回-）、済川真季（第5回）
- TM：新名大作（第3回-）
- SW：安藤康一（第5回）
- CAM：小林宏義（第3回-）
- MIX：瀧健太郎
- VE：鈴木昭博（第1,5回）
- 美術プロデューサー：大川明子
- 美術デザイン：栗原純二
- 照明：谷田部恵美（第1,4,5回）
- 大道具：田中庸之（第5回）
- 電飾：堀内真吾（第1,5回）
- 小道具：伊沢英樹
- タイトルロゴ：木村郁也
- CG：パークグラフィックス（第4,5回）
- 編集：加藤雄一（スタジオwelt）
- MA：小嶋雄介（スタジオヴェルト、第4,5回）
- 音効：岡田淳一
- イラスト：吉田友和（第4,5回）
- ロケ技術協力（第4回-）：SOLA（第3回-）
- 技術協力：NiTRO
- 美術協力：日テレアート
- 海外協力（第3回-）：ジーピーエー、ジャパンアフリカ、Petra Diamonds（第4,5回）、久山幸子、岸本幸久、エリコ通信、新谷恵司、ABU DHABI MEDIA、LOCO FACTORY、松崎義浩、福井亮人、ベトナム外務省FPC、EVERGREEN FOREST（第5回）
- デスク：府川麻衣子
- TK：坂本幸子（第4,5回）
- AD：高橋順、岡田萌（岡田→第3回-）、野島彩希、佐藤圭悟、田中麗奈（佐藤・田中→第5回）
- AP：井手茶智
- ディレクター：高宮恵蔵、吉川真一朗、本橋宏之、味岡晃司（味岡→第3,5回）、上村雄一（第5回）
- 演出：中澤洋貴
- プロデューサー：宮太一、宮崎慶洋（第5回、第3,4回はAP）、切替愛
- チーフプロデューサー：道坂忠久
- 制作協力：日企
- 製作著作：日テレ

### 過去のスタッフ
- リサーチ：佐藤直也、川山佳太（第1回）、田原拓郎（第3,4回）
- TM：江村多加司（第1回）
- SW：望月達史（第1回）、荻野高康（第3回）、蔦佳樹（第4回、第1回はCAM）
- VE：斎藤孝行（第3回）、狩野博貴（第4回）
- 照明：内藤晋（第3回）
- 大道具：相馬勇（第1回）、櫻岡諒（第3,4回）
- 電飾：冨田仁（第3,4回）
- ロケCAM：中島孝行（第1回）
- ロケ技術：日放（第1回）、ViViA（第3回）、スウィッシュジャパン、関西東通（第3,4回）
- ロケ技術協力（第4回-）：コールツプロダクション（第4回）
- 撮影協力：永楽美術（第1回）
- 海外協力（第3回-）：M&M Mediasevices、NTV internationalCorporation、フレデリーカ・ペンス、嵯峨紘美（第3回）、碧海慎、篠崎由佳里、摩耶フレミング、フライメディア（第4回）
- 資料協力（第3回-）：NPO birth、工藤直一（第3回）、武者小路実篤記念館（第4回）
- TK：矢島由紀子（第1回）、田中彩（第3回）
- CG：キャニットG（第3回） 、森三平、安田朝美（第4回）
- イラスト：グレートインターナショナル（第4回まで）
- 編集：若宮慎也（第3回まで、スタジオヴェルト）
- MA：大竹誠司（第3回まで、スタジオヴェルト）
- AD：川野辺沙耶（第4回）
- ディレクター：田川浩子（第3回まで）、小笠原将（第3,4回）、及川諒（第4回）、松田菜生（第4回まで）